# Смогорувка-Гоньондзька
Смогорувка-Гоньондзька (пол. Smogorówka Goniądzka) — село в Польщі, у гміні Гоньондз Монецького повіту Підляського воєводства.
Населення — 161 особа (2011).
У 1975-1998 роках село належало до Ломжинського воєводства.

## Демографія
Демографічна структура станом на 31 березня 2011 року:
|          | Загалом | Допрацездатний вік | Працездатний вік | Постпрацездатний вік |
| -------- | ------- | ------------------ | ---------------- | -------------------- |
| Чоловіки | 89      | 25                 | 55               | 9                    |
| Жінки    | 72      | 14                 | 40               | 18                   |
| Разом    | 161     | 39                 | 95               | 27                   |